# Piper millii
Piper millii är en pepparväxtart som beskrevs av C. Dc.. Piper millii ingår i släktet Piper och familjen pepparväxter. Inga underarter finns listade i Catalogue of Life.